# Sadok Rabah
Sadok Rabah (arabisch صادق رابح, DMG Ṣādiq Rābaḥ; * 9. Juli 1948 in Métouia, Tunesien) ist ein tunesischer Politiker der Konstitutionellen Demokratischen Sammlung (RCD), der zwischen 1988 und 2004 zahlreiche Ministerämter bekleidete.

## Leben
Sadok Rabah begann nach dem Schulbesuch in Gabès und Tunis 1967 eine Studium an der École des ingénieurs de Versailles und der École polytechnique, welches er 1971 als Ingenieur beendete. Ein darauf folgendes Studium der Fächer Ingenieurstatistik und Wirtschaftswissenschaften an der École nationale de la statistique et de l’administration économique (ENSAE) in Paris schloss er 1973 ab. Daraufhin begann er seine berufliche Laufbahn 1973/74 als Studienleiter an der Nationalen Ingenieurschule von Tunis und war im Anschluss von 1975 bis 1980 Direktor für Studien und Finanzierungen bei der Tunesischen Elektrizitäts- und Gasgesellschaft STEG (Société tunisienne de l’électricité et du gaz). Nachdem er 1981 Präsident eines Unternehmens für Seegasstudien und 1983 Direktor für Exploration und Produktion von Kohlenwasserstoffen im Wirtschaftsministerium wurde, fungierte er von 1984 bis 1987 als Generaldirektor für Energie im Wirtschaftsministerium. Im Anschluss war er zwischen 1987 und Juli 1988 als Präsident der Tunesischen Ölgesellschaft ETAP (Entreprise tunisienne d’activités pétrolières).
In den Regierungen unter Staatspräsident Zine el-Abidine Ben Ali bekleidete Rabah zwischen 1988 und 2004 zahlreiche Ministerämter. Am 26. Juli 1988 wurde er als Nachfolger von Salah Ben M’Barka als Minister für Energie und Bergbau (Ministre de l’Énergie et des Mines) in das zweite Kabinett von Premierminister Hédi Baccouche berufen. 1988 wurde er zum Mitglied des Zentralkomitees der regierenden politischen Partei Konstitutionellen Demokratischen Sammlung RCD (Rassemblement constitutionnel démocratique) gewählt. Er übernahm im Rahmen einer Kabinettsumbildung am 11. April 1989 im dritten Kabinett Baccouche den Posten des Kommunikationsminister (Ministre des Communications) ernannt und behielt diesen zwischen dem 27. September 1989 und dem 20. Februar 1991 auch im Kabinett von Premierminister Hamed Karoui. Im Kabinett Karoui war er im Anschluss vom 20. Februar 1991 bis zum 13. Juni 1996 Wirtschaftsminister (Ministre de l’Économie nationale) und gleichzeitig zwischen dem 24. Januar 1995 und dem 13. Juni 1996 auch Sozialminister. Im Rahmen einer weiteren Umbildung des Kabinetts Karoui löste er am 13. Juni 1996 Mondher Zenaidi als Verkehrsminister (Ministre du Transport) und behielt dieses Ministeramt bis zu seiner Ablösung durch Houcine Chouk am 9. Oktober 1997. 
Bei einer neuerlichen Umbildung des Kabinetts Karoui übernahm er am 9. Oktober 1997 von Mabrouk Bahri das Amt des Landwirtschaftsministers (Ministre de l’Agriculture) und bekleidete dieses vom 17. November 1999 bis zu seiner Ablösung durch Habib Haddad am 5. September 2002 auch im ersten Kabinett von Premierminister Mohamed Ghannouchi. Als Nachfolger von Houcine Chouk übernahm er am 5. September 2002 im ersten Kabinett Ghannouchi den Posten als Minister für Verkehr und Kommunikation (Ministre du Transport et des Communications) und verblieb in diesem Amt bis zum 10. November 2004, woraufhin Abderrahim Zouari ihn ablöste. Er war zeitweise außerdem Professor für Statistik und Wirtschaft sowie Vizepräsident des Nationalen Energieausschusses. Nach seinem Ausscheiden aus der Regierung gründete er 2005 seine eigene Beratungsfirma, die auf Energie und die Unterstützung ausländischer Investitionen spezialisiert ist.
Für seine Verdienste wurde Rabah zum Kommandeur des Ordens der Tunesischen Republik ernannt. Er ist verheiratet und hat drei Kinder.